# Gerhard Klinnert
Gerhard Klinnert (* 5. August 1904 in Beuthen, Provinz Schlesien; † nach 1948) war ein deutscher Jurist, u. a. Verteidiger während der Nürnberger Prozesse.

## Leben
Gerhard Klinnert studierte an der Universität Breslau und wurde später promoviert. Zum 1. Mai 1937 trat er der NSDAP bei (Mitgliedsnummer 4.740.691), von 1933 bis 1940 war er in der SA. Er war als Amtsgerichtsrat in Oels und kam von dort nach Königshütte.
Nach dem Krieg wurde er mit der Kategorie 4 „Mitläufer“ entnazifiziert.
Im Ärzte-Prozess (Fall 1 der Nachfolgeprozesse; USA gegen Karl Brandt et al.), der von Dezember 1946 bis August 1947 dauerte, war er Assistent von Hans Gawlik, welcher Waldemar Hoven verteidigte. Hoven wurde in drei Anklagepunkten für schuldig befunden und zum Tode verurteilt. Am 2. Juni 1948 wurde er hingerichtet.
Im Prozess Wirtschafts-Verwaltungshauptamt der SS (Fall 4 der Nachfolgeprozesse; USA gegen Oswald Pohl et al.), welcher von Anfang April 1947 bis Anfang November 1947 dauerte, war er wieder Assistent von Hans Gawlik, welcher nun Hanns Bobermin verteidigte. Bobermin wurde in drei Anklagepunkten für schuldig befunden und zu 20 Jahren Haft verurteilt, welche später auf 15 Jahre reduziert wurden, verurteilt.
In diesem Prozess war er auch bis 30. Juni 1948 Assistent von Hans Gawlik bei der Verteidigung von Leo Volk. Anschließend übernahm er die Verteidigung. Volk war zu 10 Jahren Haft verurteilt worden, welche erst auf 8 Jahre reduziert wurden und er dann 1951 sogar vorzeitig aus der Haft entlassen wurde.
Im Prozess Rasse- und Siedlungshauptamt der SS (Fall 8 der Nachfolgeprozesse; USA gegen Ulrich Greifelt et al.), welcher von Ende Oktober 1947 bis Mitte März 1948 dauerte, war er erneut Assistent von Hans Gawlik, welcher nun Otto Schwarzenberger verteidigte. Schwarzenberger wurde in einem von drei Anklagepunkten für schuldig befunden und zu 2 Jahren und 10 Monaten verurteilt. Mit der Urteilsverkündigung war die Haftstrafe abgesessen und Schwarzenberger wurde freigelassen.
Im Einsatzgruppen-Prozess (Fall 9 der Nachfolgeprozesse; USA gegen Otto Ohlendorf et al.), welcher von Mitte August 1947 bis Ende Juli 1948 dauerte, war er Assistent von Hans Gawlik, welcher nun Erich Naumann verteidigte. Naumann wurde zum Tode verurteilt und 1951 hingerichtet.
Im gleichen Prozess war Klinnert Verteidiger von Willi Seibert, welcher zum Tode verurteilt, aber 1954 entlassen wurde.